# Први гарнизон
„Први гарнизон” је југословенски кратки филм из 1976. године. Режирао га је Радомир Шарановић који је написао и сценарио.

## Улоге
| Глумац                | Улога              |
| --------------------- | ------------------ |
| Весна Чипчић          | Нада               |
| Бранко Ђурић          | Иван               |
| Милан Лане Гутовић    | Жутић              |
| Миодраг Мики Крстовић | Зека               |
| Мило Мирановић        | мајор              |
| Владимир Поповић      | командант бригаде  |
| Танасије Узуновић     | председник општине |